# Kondenalu, Arsikere
Kondenalu là một làng thuộc tehsil Arsikere, huyện Hassan, bang Karnataka, Ấn Độ.